# Episodi di Alex & Co. (seconda stagione)
La seconda stagione di Alex  & Co è stata trasmessa dal 27 settembre al 29 novembre 2015 su Disney Channel (Italia) mentre su Rai Gulp dal 15 settembre 2016.
| n° | Titolo      | Prima TV Italia   |
| -- | ----------- | ----------------- |
| 1  | Episodio 14 | 27 settembre 2015 |
| 2  | Episodio 15 | 4 ottobre 2015    |
| 3  | Episodio 16 | 4 ottobre 2015    |
| 4  | Episodio 17 | 11 ottobre 2015   |
| 5  | Episodio 18 | 11 ottobre 2015   |
| 6  | Episodio 19 | 18 ottobre 2015   |
| 7  | Episodio 20 | 18 ottobre 2015   |
| 8  | Episodio 21 | 25 ottobre 2015   |
| 9  | Episodio 22 | 25 ottobre 2015   |
| 10 | Episodio 23 | 1 novembre 2015   |
| 11 | Episodio 24 | 1 novembre 2015   |
| 12 | Episodio 25 | 8 novembre 2015   |
| 13 | Episodio 26 | 8 novembre 2015   |
| 14 | Episodio 27 | 15 novembre 2015  |
| 15 | Episodio 28 | 15 novembre 2015  |
| 16 | Episodio 29 | 22 novembre 2015  |
| 17 | Episodio 30 | 22 novembre 2015  |
| 18 | Episodio 31 | 29 novembre 2015  |

## Episodio 14

### Trama
L'estate sta per terminare per i nostri ragazzi e il nuovo anno scolastico è alle porte. Alex è andato al mare, Emma e Nicole hanno viaggiato insieme in barca a vela, Sam ha trascorso l'estate in montagna e Christian è partito per Londra. Ma tutta questa felicità sembra che stia per essere spazzata via dalla brutta notizia che i genitori di Alex gli stanno per dare: hanno offerto un lavoro al padre di Alex negli Stati Uniti, ma così tutta la famiglia si dovrà trasferire lì. Hanno ancora un mese di tempo per il trasloco. Questa notizia è devastante per Alex; dovrà lasciare la scuola, gli amici e soprattutto Nicole. Ma c'è una grandiosa opportunità per Alex: "The Talent", un talent show che sceglie fra venti concorrenti in gara il vincitore, che vincerà un contratto con una casa discografia e un tour nazionale. Alex vede la pubblicità e chiama subito i suoi amici. Anche Linda, Samantha e Rebecca vedono la pubblicità, e pensano a come sarebbe bello iscriversi al talent. Il giorno dei casting, Alex e suo fratello Joe preparano il furgone e vanno a prendere tutti gli altri. Ma Alex non vuole ancora dire niente ai suoi amici...vuole aspettare di superare i casting. Anche Wilma, la nonna di Sam, verrà con loro. Da prendere manca ancora Nicole, che trovano a parlare con un ragazzo. Nicole dice ad Alex che il ragazzo con cui stava parlando si chiama David e sarà l'aiuto-chef del nuovo corso di cucina a scuola. I ragazzi fanno una sosta per strada, mentre Joe si ferma a parlare con Lara, una compagna d'università che gli piace davvero tanto. Per scaldare la voce, i ragazzi cantano "Music speaks" in macchina. Intanto, a scuola Nina, Ferrari, Belli e Strozzi, che trova sempre l'occasione per criticare l'apertura della nuova sala musica, adibiscono la sala e attendono l'arrivo della nuova proprietaria. Durante il tragitto, la macchina rimane in panne: si è guastata la guarnizione della pompa dell'acqua e il carro-attrezzi non arriverà che fra due ore. La nuova proprietaria della scuola, Victoria Williams, è arrivata e si rivela essere una donna raffinata, elegante e dagli occhi color azzurro ghiaccio. Alex non si dà per vinto e cerca di raggiungere con lo skateboard un'officina a 4 km da loro per trovare il pezzo mancante del furgone. Il primo incontro tra la signora Williams e Nina non è dei migliori, anche perché dà a Nina del clown. Il prof.Belli riconosce subito Victoria e viceversa: erano vecchi compagni di classe, o forse anche di più...Christian è tartassato dai selfie di Linda, così, per far impazzire Linda di gelosia, vuole farsi una foto con Emma, ma lei cade e si distorce la caviglia. Christian la prende romanticamente sulle braccia. Nella lista dei casting rimangono solo i "Sound Aloud", ma i responsabili concedono loro ancora altri 5 minuti per arrivare. Alex riesce a tornare con il pezzo e ripartono tutti. I "Sound Aloud" non si presentano, allora i responsabili cancellano il loro nome e chiudono i casting. I ragazzi arrivano, ma vengono fermati dall'agente di sicurezza che non li lascia entrare. Ma il gruppo entra dal retro di nascosto, senza che l'agente se ne accorga. Alla fine, i "Sound Aloud" riescono a superare i casting. Per celebrare, i ragazzi si fanno un selfie e lo pubblicano in rete. Linda, vedendo la foto, non accetta che i suoi rivali riescano ad apparire in TV e decide di iscriversi assieme a Samantha e Rebecca. Anche se i casting sono chiusi nella loro città, si spostano in altre città e Linda ha Hugo, il suo autista personale. Per quanto riguarda la canzone originale, se ne occuperà Linda. Siccome sono riusciti a superare i casting, Alex si sente pronto per dire ai suoi amici la verità sul trasferimento in America.

## Episodio 15

### Trama
Sono tutti quanti molto tristi per l'imminente partenza di Alex. Ma Alex ha un piano: Joe è maggiorenne e se riuscirà a convincerlo a rimanere in Italia, potrà stare con lui. Deve solo trovare il modo. Riaprono le porte del Melsher Institute e ricomincia ufficialmente il nuovo anno scolastico. Anche Linda, Samantha e Rebecca ritornano, splendenti come sempre, e appena i ragazzi le vedono, fuggono via. Linda è arrabbiata con Tom perché non si è fatto bocciare anche lui come Barto. Infatti Barto è stato bocciato e si ritroverà in classe con tutti gli altri. In quest'anno scolastico ci sono molte nuove attività extrascolastiche: cucina, teatro, scacchi, ecc...Alex scopre che a Christian piace Emma. Linda ha la canzone per il talent e si intitola "Oh my gloss!". Nina scopre che Victoria ha una figlia ed è niente di meno che Linda Rossetti...non poteva avere madre meno vanitosa e perfida di lei. Il prof.Belli sembra sbalordito dal fatto che Linda sia la figlia di Victoria. In macchina, si scopre che "Oh my gloss!" è stata comprata da Victoria, trasgredendo le regole. Tom e Christian si sfidano in un dribbling con i coni per decretare chi avrà la squadra maschile e chi la squadra femminile. Pur di avere la squadra maschile, Tom decide di barare. Ma nemmeno con i suoi trucchetti, riesce a sconfiggere Christian. Mentre sta quasi per picchiare Christian, Tom dà una gomitata dritta dritta nell'occhio di Barto. L'allenatore interviene per fermare la rissa e punisce Tom, mentre Christian lascia la squadra maschile a Tom, quello che tanto desiderava. Linda vuole sbarazzarsi dei suoi rivali, ma Victoria sa già come fare. Christian, leale com'è, ringrazia Barto, il quale gli rivela che la sua amicizia con Tom si sta sgretolando, e diventa amico di Christian ma c'è qualcosa sotto sotto. Alex coglie in flagrante suo fratello mentre sbircia nei social networks di Lara e ha in mente un'idea per convincere Joe a rimanere lì: preparare una festa di compleanno per Joe, invitando Lara. Siccome Lara e Joe sono abbastanza rigidi e freddini, Sam mette una canzone romantica per farli avvicinare. Il piano funziona e alla fine Joe e Lara si baciano. Barto raggiunge Tom e Linda a casa. Infatti hanno un piano: Tom e Barto hanno solo finto di non essere più amici, tutto ciò perché Barto diventasse amico di Christian. Il prossimo step, ora, è che Barto si intrufoli nel loro gruppetto di amici e scopri il punto debole di Christian, per distruggerlo una volta per tutte. Alla fine della festa, Alex rivela a Joe perché ha messo su tutto quel teatrino. Ora resta a Joe decidere: partire o rimanere?

## Episodio 16

### Trama
Alex è felicissimo perché Joe ha deciso di rimanere e di tenere con lui Alex a casa. Il prof.Belli presenta alla sua classe un nuovo progetto, il programma studente-amico. In pratica, gli allievi che hanno buoni voti potranno aiutare quelli che hanno insufficienze, carenze e lacune. Sam sembra subito interessato e si offre come volontario per il programma. Sam si iscrive sulla bacheca come tutor e intanto, continua a chattare con la sua anima gemella virtuale, "Math Girl". Nicole ritrova David in corridoio. Tra Belli, "lo straniero" per Victoria e "Johnny" per gli amici, e Victoria, "Lady Victoria" per Belli, sembra essere rinata l'amicizia. Sam lavora su una nuova canzone e fa ascoltare la base ai suoi amici. Emma prova compassione per Barto, vedendolo sempre solo e abbandonato. Christian la invita ad uscire. Sam pensa di aver trovato finalmente la sua "Math Girl"; vedendo l'omonima scritta sulla cartellina di una ragazza, ma quando le va a parlare, lei gli dice che quella cartellina non è sua ma della sua amica. Quando la sua amica torna per riprendersi la cartellina, Sam riesce a scorgerla e a capire chi sia la vera "Math Girl"; si tratta dell'"Irraggiungibile", la ragazza più bella e più sveglia della scuola. Emma si presenta all'appuntamento con Christian, ma in compagnia di Nicole e Barto, che si sono portate perché si faccia nuovi amici. L'allieva affidata a Sam è molto in ritardo, e da qui si capisce subito che deve essere una persona molto superficiale e soprattutto ritardataria. Alla fine, l'allieva di Sam si scopre essere Rebecca, e non ha nemmeno portato i suoi libri. Christian lascia Nicole, Emma e Barto e se ne va via, dimenticando gli occhiali da sole. Rendendosi conto che Christian ha dimenticato i suoi occhiali, li prende per restituirglieli. Christian chiama Alex e, raccontandogli di come l'appuntamento sia stato un disastro, lascia capire che era previsto che uscisse solo con Emma e Barto ascolta la sua telefonata. Ora sa qual è il suo punto debole. Mentre stende il bucato, Elena, la mamma di Alex, si sente male per un attimo. Mentre apparecchiano la casa, Elena ha un'altra mancanza, che giustifica con la stanchezza causatale dal trasloco. Barto va ad avvisare Tom e Linda di aver trovato il punto debole di Christian. Linda ci rimane molto male e quasi quasi lascia intendere che le piaccia Christian. Alex chiama Nicole a casa sua. È allarmato per sua madre e ha paura che la malattia che aveva lasciato sua madre Elena su un letto d'ospedale per mesi quando lui era piccolo stia ritornando. Ora, non è più sicuro di voler rimanere in italia.

## Episodio 17

### Trama
Manca poco all'inizio del talent, ma i "Sound Aloud" scoprono che Linda, Samantha e Rebecca hanno formato un gruppo, "Le Lindas", e li sfideranno a "The Talent". Un'altra brutta notizia ancora, però, aspetta il gruppo: Alex non parteciperà con loro al talent perché vuole seguire i suoi genitori negli States. Ora i sogni dei "Sound Aloud" sono completamente distrutti. Alex parla al prof.Belli, che lo incoraggia ad inseguire il suo cuore e quello che crede sia più giusto per lui, anche se può far male. Mentre tutti quanti sono fuori a ricreazione, Linda, Samantha e Rebecca tornano in classe, così Linda può fotografare le pagine del diario segreto di Emma. Per poco non vengono sorprese dalla stessa Emma; ma le ragazze riescono a fotografare le ultime pagine e a rimettere il diario nel suo posto. Linda va da Tom per dirgli quello che ha fatto: il diario segreto di Emma è una fonte preziosa di informazioni, tipo i suoi gusti, le sue preferenze, quello che le piace e che non le piace, ma soprattutto...tutte le caratteristiche che deve avere il suo ragazzo ideale! L'unico modo per Tom di vendicarsi di Christian è soffiargli la ragazza che gli piace. Ora basta solo che trovino il ragazzo giusto...e chi potrebbe essere se non Barto? Sam e Rebecca si esercitano per la difficile verifica dello Scorpione e Sam riesce a conciliare la passione incontrastata di Rebecca, la moda, con lo studio. La band si prepara in sala musica la canzone per il talent, ma nessuno di loro è pronto, sono tutti giu per la decisione di Alex. Ma i ragazzi hanno fatto una sorpresa al loro amico: hanno rinominato la band in "Alex&Co." e Sam gli regala lo stereo bluetooth costruito da lui stesso con gli autografi dei 4 componenti della band. Manca solo quello di Alex...Linda e Barto iniziano un duro corso di perfezionamento perché Barto si trasformi da bullo rozzo e burbero al ragazzo perfetto per Emma. Alex ritrova Nicole nel loro posto, dove andavano da piccoli, e le assicura che, anche a distanza di oceani, la amerà per sempre e comunque. Elena e Alex inscatolano le ultime cose ma, andando in cucina, Elena perde i sensi e sviene. Alex chiama un medico a domicilio per vedere cosa succede a sua madre. Il medico comunica ad Alex e a Joe e il papà che sono appena arrivati una piacevolissima notizia: Elena è incinta! Ma a causa di ciò, non è assolutamente possibile per lei trasferirsi in un altro continente, con tutte le conseguenze che può portare. Così, il papà decide che si riorganizzeranno per rimanere a casa loro. Alex corre subito da Nicole super entusiasta per dirle che non andrà negli Stati Uniti. I due ragazzi si riabbracciano entrambi felicissimi e Alex le promette che resterà per sempre con lei.

## Episodio 18

### Trama
"The Talent" ha lanciato un video in rete per presentare due band tra i venti concorrenti: "Le Lindas" e gli "Alex&Co.". Sam si è fatto avanti con "L'Irraggiungibile", rivelandole di essere lui "Pitagoras99", il ragazzo con cui chattava, ma ancora non le ha chiesto di uscire insieme, così Christian gli ruba il telefono e manda un messaggio alla ragazza chiedendole di uscire. "Math Girl" va da Sam per dirgli che accetta l'appuntamento. Victoria annuncia a Ferrari, Strozzi e Nina che fra poco verrà da loro una troupe del talent per fare delle interviste ai ragazzi concorrenti. Barto è diventato l'assistente di Christian per la gestione della squadra femminile di calcio, nella quale si è iscritta anche Emma, dato che suo padre vuole che faccia più attività fisica. Christian vuole dirle una cosa, ma non ci riesce. Di sicuro, il 90% della squadra si è iscritto per vedere sempre Christian. Barto dice a Christian che crede di piacere ad Emma. La troupe, capeggiata da Victoria, inizia a girare le prime riprese in mensa. Nina, per umiliare Linda e Victoria, le fa indossare due grembiuli da bidelle e le costringe a usare gli arnesi del lavoro per mostrare alle telecamere quanto è immensa e profonda la loro "generosità". Le attività extrascolastiche iniziano a scuola, e Nicole si è iscritta al corso di cucina, dove David fa da aiuto-chef. Christian,notando  che Barto si avvicina sempre più ad Emma, fa finire gli allenamenti 10 minuti prima. Durante la verifica di Strozzi, Rebecca cerca di copiare da Sam, ma il prof. li scopre e mette a tutti e due un'insufficienza, oltre che a ritirare le loro verifiche. Alex è riuscito ad ottenere un programma tutto suo alla radio della scuola e lo dice a Nicole; la ragazza gli presenta David, che non piace tanto ad Alex, soprattutto perché chiama Nicole con il soprannome "Nicki". Alex e Nicole scorgono in cortile la troupe del talent e fanno la conoscenza dell'affascinante Jody, il presentatore di "The Talent". Alex e Nicole non sapevano nulla dell'arrivo della troupe e delle interviste, perché Linda aveva taciuto questo fatto apposta. Jody fa un'intervista ai due, ma interviene la Williams che sposta i riflettori da Alex e Nicole a sua figlia e le sue amiche. Quando Jody chiede a Victoria se ha frequentato anche lei il Melsher, sopraggiunge Linda che risponde al posto suo dicendo che ha frequentato il Council. Ma sembra proprio che Victoria non voglia che tutti sappiano che lei ha studiato in quella scuola. Però Strozzi sente il nome della scuola e si ricorda che Ferrari aveva insegnato lì. Victoria va dal preside per annunciargli che d'allora in poi le nuove decisioni dovranno passare dal suo giudizio. Sam e Math Girl hanno guardato un film al cinema insieme, ma sembra proprio che Sam stia iniziando a perdere quell'interesse che provava nei confronti di Math Girl quando ancora non sapeva chi era e chattava solo con lei al telefono. Math Girl è in realtà troppo fredda e razionale. Sam racconta a sua nonna del suo appuntamento, e Wilma gli dice che nelle questioni di cuore, non basta la matematica, ci vuole la chimica. All'improvviso, Rebecca si presenta a casa sua per scusarsi del compito e per regalargli un DVD di fantascienza, il genere preferito di Sam. Wilma propone ai due di guardare il film insieme, con i pop corn. Strozzi si intrufola di nascosto nell'ufficio del preside, per vedere se c'è qualcosa sul computer sugli anni passati di Ferrari alla Council School. Siccome non trova niente, cerca su Internet e nella sezione "vecchi studenti" di Ferrari scopre che Victoria Williams era una sua vecchia allieva. Ma Strozzi si chiede perché Victoria dovrebbe nascondere una cosa del genere...

## Episodio 19

### Trama
Il primo giorno di riprese di "The Talent" è arrivato e gli Alex&Co. sono super contenti. Ma Sam ha sognato che Mr.Smith, il produttore discografico che l'anno prima stava per firmare un contratto con loro ma che non lo fece perché trovava poco appetibile Sam, sia uno dei 3 giudici ignoti. Jody fa loro strada nello studio di "The Talent", ma vengono subito le Lindas a rovinare la loro felicità. Nicole si sente di nuovo a disagio per il suo trucco pesante. Il talent comincia e Jody presenta i 20 concorrenti, ma soprattutto i nomi dei 3 giudici che siederanno in giuria e del quale non si sapeva nulla fino ad oggi. Ed essi sono: la bella Brenda, la talentuosa Nora e...il temutissimo Mr. Smith! L'incubo di Sam si è avverato e quello più ansioso nel gruppo è proprio lui, perché non è mai piaciuto a Mr.Smith. Crede che gli Alex&Co. sono spacciati, e stranamente Rebecca prova compassione per lui, vedendolo così deluso e giu di morale. Ma Alex gli tira su il morale. Ora tocca alle Lindas e con il loro brano "Oh my gloss!" riescono a superare le auditions, anche se a Nora non piacciono affatto. Gli Alex&Co. cantano il loro brano "Unbelievable" e, nonostante le durissime critiche, ovviamente, di Mr.Smith, passano le auditions con i voti di Brenda e Nora ed entrano ufficialmente in gara a "The Talent". Le riprese finiscono e Rebecca confessa che le è piaciuto come Sam si è esibito sul palco. Invece, Samantha rimane nei camerini perché vuole provarsi tutti i rossetti e, quando tutti sono usciti, scorge Christian mentre mette una rosa e una lettera nella borsa di Emma. Appena se ne va, Samantha va a frugare nella borsa e legge il messaggio nel biglietto, che dice: "C'E' UN RAGAZZO A CUI PIACI DA IMPAZZIRE! SE VUOI SCOPRIRE CHI E', ASPETTALO A CASA TUA LUNEDI' POMERIGGIO ALLE 17:00". Samantha sente arrivare Emma, che legge anch'ella la lettera, e poi chiama Linda per informarla di quanto letto. Nicole e Sam hanno ancora il muso lungo per le critiche subite da Smith, ma non c'è motivo di preoccuparsi. Nicole sta per andarsene, ma Emma la ferma per mostrarle la lettera. Appena la vede, Nicole capisce subito che la calligrafia è quella di Christian. Ma Emma non è sicura sia lui, perché la rosa e l'appuntamento misterioso non sono nel suo stile. Lui è diretto con le ragazze che gli piacciono. Il backstage è deserto, ma Victoria vi ritorna per parlare con colui che ha scritto e le ha venduto "Oh my gloss!", cioè...Mr. Smith! I due si mettono d'accordo per sbarazzarsi degli Alex&Co., perché Victoria non è sicura che il gruppo di sua figlia abbia delle chances di vincere contro di loro, ma Smith la rassicura che butterà giu il loro morale e li scoraggierà. Il resto lo faranno da loro. Faranno di tutto pur di sgretolare gli Alex&Co.!

## Episodio 20

### Trama
Gli Alex&Co. si sono subito creati una fandom numerosa a scuola, ma nemmeno le Lindas sono da meno. C'è un'orgia di ragazze che le imita, pur di essere come loro. Nicole ha tutte le prove per provare ad Emma che il suo ammiratore segreto è Christian, a partire dal fatto che nessuno poteva entrare nel backstage se non uno che partecipa al talent e, prova schiacciante, la calligrafia uguale a quella di Christian. Emma è convinta ma non vuole farsi illusioni, lasciando capire a Nicole che anche lei nutre dei sentimenti profondi per Christian, anche se non lo vuole ammettere apertamente. Il problema è che Christian non prende mai le cose troppo sul serio. Il prof.Belli ha assegnato un compito molto importante sugli astri nella letteratura alla sua classe e il voto della tesina di ognuno andrà ad infierire sul voto del gruppo. Mentre Christian, Nicole ed Emma hanno quasi terminato il lavoro, Alex non lo ha nemmeno iniziato. Gli Alex&Co. fanno la conoscenza di Marlon, il coreografo di "The Talent" che aiuterà tutti i concorrenti a perfezionare i loro movimenti sul palco. I ragazzi si accordano con Marlon sulla scenografia e si salutano al giorno dopo per le lezioni di danza. Christian corre a casa per prepararsi all'appuntamento con Emma. Alex, nel cammino per casa, si ricorda di aver dimenticato lo zaino negli studi del talent e torna per riprenderselo. Alex lo ritrova, ma sente delle voci e si nasconde. Sono Brenda, Nora e Mr.Smith che parlano sul futuro degli Alex&Co. A causa dello scetticismo di Mr.Smith, i tre giudici si accordano sul da farsi per il gruppo: se faranno un'altra canzone bella e al livello di "Unbelievable" saranno dentro, altrimenti saranno fuori. Christian si dirige tutto contento e tirato a casa di Emma, ma un'anziana signora, in realtà pagata da Linda per fargli perdere tempo, lo ferma chiedendogli se può aiutarla a mettere i sacchi della spesa in macchina. Emma aspetta il suo ammiratore segreto con impazienza. Vedendo che il ragazzo mette tutte le buste molto velocemente, la signora fa cadere per terra 1 kg di mele. Sfruttando la sua gentilezza, gli chiede pure di rimettere il carrello al suo posto. Appena Christian se ne va, spunta fuori Linda che si complimenta con l'anziana signora per l'interpretazione. Finalmente suonano alla porta di Emma...sarà Christian? Christian corre il più veloce possibile, ma appena arriva, intravede Emma che esce da casa sua a braccetto con Barto. Alex si confida con suo fratello Joe. Il ragazzo è molto preoccupato per quello che ha sentito dai giudici: se non scriveranno un nuovo pezzo che spacca, saranno fuori. E a tutto questo, si aggiunge la tesina di Belli. Joe gli viene in aiuto con la tesina dallo stesso tema su "Journey to the Stars"  che aveva fatto anche lui quando andava al liceo. Alex potrà usare il lavoro di Joe come spunto, ma il fratello gli raccomanda di non copiare. Mentre inizia a scrivere, ad Alex viene in mente la melodia per il nuovo brano, e lascia da parte il lavoro per scrivere il brano. Barto ed Emma continuano il loro appuntamento, osservati da Tom e Linda. Barto riesce quasi a fare breccia nel cuore della povera Emma, mentendole su tante cose, come ad esempio che fa volontariato negli ospedali dei bambini poveri. Appena se ne va Emma, sbucano fuori Linda e Tom che fanno i complimenti a Barto, che forse si sta davvero innamorando di Emma, sotto sotto. Alex si risveglia, ma si ricorda di non aver finito la tesina. L'unica soluzione per lui è di stampare la tesina di suo fratello e fare finta che l'abbia scritta lui. Il prof.Belli ritira i compiti, ma appena prende quello di Alex, nota qualcosa di strano. Strozzi cerca di carpire informazioni da Ferrari sui suoi 6 anni passati ad insegnare al Council, ma non ottiene nulla. Mentre Alex, Emma, Nicole e David passeggiano per i corridoi, Alex viene convocato dal prof.Belli che vuole parlargli. Tornato a casa, Sam trova Rebecca e Wilma a guardare insieme la soap opera preferita di sua nonna, "Cuori Infuocati", della quale è una fan accanita anche Rebecca. In realtà Rebecca era venuta solo per chiedere un paio di domande di fisica a Sam, ma mentre lo aspettava ha scoperto che anche alla nonna piace tanto "Cuori Infuocati". Belli ha scoperto l'imbroglio di Alex: Infatti, anche se Alex ha cambiato il nome ad inizio pagina, in tutti i fine pagina c'è scritto "Joe Leoni". Vuole spiegazioni. Alex cerca di giustificarsi, ma a Belli non basta e si sente costretto a dare un'insufficienza al gruppo. Rebecca e Wilma sono diventate così amiche, che la nonna ha iniziato addirittura ad esclamare "Absolutely", l'esclamazione tipica di Rebecca. La nonna lascia da soli Sam e Rebecca per preparare un po' di tè, ma appena torna in salotto, sviene...

## Episodio 21

### Trama
Rebecca ha chiamato suo padre, che è un dottore, per capire cos'è successo a Wilma. Ha solo avuto uno sbalzo di pressione e necessita di assoluto riposo. I ragazzi sono molto arrabbiati per quello che ha fatto Alex. Il suo gesto è stato molto egoistico, ed è troppo preso dalla musica. Ma Alex non ne vuole sapere di dire a Nicole ed Emma quello che ha sentito nel backstage. Emma è delusa, perché il biglietto anonimo non era di Christian ma di Barto e si confida con Nicole, alla quale sembra molto strano. Anche se può sembrare che a Barto interessino solo calcio e sport, Emma non ha passato un brutto pomeriggio e si è anche divertita. Ora vuole conoscerlo meglio. Linda, Samantha e Rebecca rubano di nuovo il diario segreto di Emma, per ottenere ancora più informazioni. Purtroppo per loro, Emma e Nicole rientrano in classe molto presto. Perché Linda rimetta il diario al suo posto, Samantha distrae Emma. I voti di Alex cominciano a calare, mentre non è lo stesso per Rebecca. Sta cominciando ad avere voti sempre più alti grazie a Sam. Linda si arrabbia moltissimo perché lei e Samantha hanno preso 5 mentre Rebecca e Sam hanno preso 10. Così, esce fuori dalla classe per denunciare a sua madre quello che le ha fatto Belli. Victoria è arrabbiata per il comportamento di Belli e va da Ferrari per dirglielo. Ferrari non ne vuole sapere di punire un professore per i capricci di un'alunna, allora Victoria gli dice che sta usando il suo potere solamente per favorire Emma e i suoi amichetti. Ma anche Emma e il suo gruppo hanno avuto un'insufficienza, quindi non c'è alcun favoritismo. La Williams non vuole sentire scuse, perciò decide che se ne occuperà lei in persona di Belli. Dopo una partita, Christian vede Barto ed Emma parlare insieme, e si ingelosisce ancora di più. I ragazzi fanno le prove di danza con Marlon. Dopo ore ed ore, non ce la fanno più, tranne Alex. Alex cerca di spronare i suoi amici ad allenarsi di più e a dare il meglio che possono dare, ma Nicole gli ricorda che nella vita ci sono tante altre cose più importanti oltre al talent. Christian si irrita quando Emma gli chiede se per lui nella vita, oltre al talent, siano più importanti il calcio o le ragazze, mentre Alex si arrabbia perché Nicole manda messaggi carini a David, che è ammalato. Sam e Rebecca continuano a studiare insieme durante il pomeriggio. Sam dice a Rebecca che è proprio impacciato con la danza, così, per ringraziarlo delle ore passate con lei a studiare, gli insegna a danzare bene. Victoria è furiosa per l'umiliazione che ha subito sua figlia e si promette che gliela farà pagare a Ferrari. Barto ed Emma escono di nuovo insieme, nel parco dove Emma andava da bimba. Ma Emma inizia finalmente a sospettare qualcosa. Barto le mette in bocca una gomma da masticare alla cannella, le sue preferite, e quando gli sta per dire chi gliele comprava da piccola, lui risponde al posto suo dicendo che gliele comprava sua nonna. Emma è molto stranita...come può sapere che sua nonna le comprava sempre le gomme da masticare alla cannella? E poi, Barto dice una frase uguale a quella che Emma aveva scritto nel suo diario. Quindi, la ragazza se ne va subito a casa, perché troppo sospettosa. Sam e Rebecca iniziano le loro lezioni di danza. Ma a causa della maldestria di Sam, i due cadono a terra e sembra quasi che stiano per baciarsi, finché non li interrompe Wilma. Però, forse Sam ha capito che gli piace Rebecca. Emma si siede sola su una panchina per vedere la pagina del suo diario dove parla dell'appuntamento perfetto. E quello che c'è scritto l'ha trascorso con Barto. Si è ormai resa conto che Barto ha letto le pagine del suo diario. Rebecca sogna di rivelare a Sam che le piace e che stanno per baciarsi, quando suona la sveglia e finisce il sogno. Quando Rebecca si risveglia, si rende conto di essersi innamorata di Sam! La mattina stessa, Sam, Christian, Emma e Nicole trovano la porta della loro classe intasata di gente. È tutto a causa di Alex, che si è svegliato prima per adibire la classe con dei pianeti in 3D e per presentare la tesina del suo gruppo sugli astri a tutta la classe. Il prof.Belli è molto sorpreso dalla presentazione e così, concede ad Alex e al suo gruppo di lavoro una reintegrazione del voto sulla ricerca. Ora tutti sono felici per quello che ha fatto, soprattutto Nicole che ha rifatto pace con lui. Così i due danzano insieme sotto le stelle e i pianeti, sulle note della loro canzone, "All the while".

## Episodio 22

### Trama
Sono passati già sei mesi da quando Nicole ed Alex si sono messi insieme, e Nicole ha in mente una sorpresa per l'occasione. Per accertarsi che Barto sta leggendo le pagine del suo diario segreto, Emma vi scrive qualcosa apposta e lo mette nel sottobanco. Appena escono gli alunni dalla classe, Linda affida a Barto il compito di vedere lui stesso quello che Emma ha scritto. Emma ha scritto che vorrebbe essere un unicorno rosa per volare e diffondere la magia a tutti. Alex fa finta di essersi scordato che giorno è, ma poi dice a Nicole che è solo uno scherzo e si accorda con lei per fare un appuntamento al parco alle 18:00. Victoria parla con Belli per fargli rivedere una loro vecchia foto di quando stavano insieme, tutto solo perché vuole che il professore cambi quel brutto voto a Linda. Ma Belli se ne accorge e rifiuta di cambiarle il voto. Da lontano, Linda, Samantha e Rebecca li vedono insieme e una di loro pensa che ci sia stato qualcosa tra Belli e la madre di Linda. La sorpresa di Nicole consiste in una torta ai lamponi. Ma siccome Nicole è una frana in cucina, necessita dell'aiuto di David che, al contrario suo, è molto bravo. Anche se a David non piace tanto l'idea, è disposto ad aiutare Nicole. La torta al cioccolato e lamponi è perfetta, e Nicole è pronta per l'appuntamento. Rebecca e Samantha vanno a casa di Linda perché ha ordinato i vestiti che metteranno nella seconda puntata di "The Talent". Ma a Rebecca non piace tanto il fatto che a Linda tocchino tanti abiti e a lei e Samantha tocchino solo un abito ciascuna. Alex lavora ancora sulla nuova canzone, ma le note composte da Emma non gli piacciono tanto e lei se la prende per quello che le dice. Ad un certo punto, arriva Christian con una ragazza, Vanessa, che usa solo per far ingelosire Emma. Mentre beve il suo frullato, Linda fruga nella borsa di sua madre per vedere se c'è ancora la foto che Victoria aveva mostrato a Belli. Ma non ci riesce perché viene spaventata da sua mamma. Ma appena va a farsi un idromassaggio, Linda ritorna a frugare e trova la foto. È come sospettava...Belli e Victoria stavano insieme da giovani! Barto ed Emma vanno al loro terzo appuntamento e Barto le compra un unicorno di peluche. Emma si è resa conto che Barto sbirciava effettivamente le pagine del diario senza il permesso di Emma e gli rivela che quelle cose le ha scritte apposta per metterlo in trappola. Emma è furiosa e Barto le confessa di averle letto il diario perché è innamorato di lei, e non mente...anche se le dice quelle cose, Emma non cambia idea e lo lascia. A Barto gli si è spezzato il cuore. Sam e Rebecca si ritrovano per studiare e, quando Sam lascia un attimo Rebecca da sola per prendere il PC in camera sua, Rebecca ne approfitta per fare una pausa e cantare una canzone che stava scrivendo, intitolata "Likewise". La canzone parla di come sia stata una sorpresa per lei conoscere Sam e capire che condivideva i suoi stessi gusti e le sue passioni. Ad un certo punto, sopraggiunge Sam che le rivela di avere una voce splendida. Ma Rebecca non se ne era accorta, e poi Linda non la lascerebbe mai cantare una canzone che non sia sua. Sam si offre per aiutarla a continuare la base, anche se la ragazza si vergogna. Alla fine della canzone, Rebecca confessa a Sam che quando sta con lui, sente di poter fare tutto e gli rivela di essere innamorata di lui. I due, finalmente, si baciano! Alex resta concentrato sulla canzone e non si rende conto del tempo che passa. Intanto, Nicole prepara il picnic. Nel parco. inizia a piovere ed Alex non è ancora arrivato. Nicole si trova costretta a mettere via tutto quanto. Avendo Alex le cuffie sulle orecchie, non sente le numerose chiamate che Nicole gli fa, così, ormai delusa, Nicole se ne va in bici. Solo alla fine, Alex trova le chiamate perse sul telefono e la chiama. Nicole è fin troppo amareggiata e non gli risponde. Allora Alex corre al parco ma...è troppo tardi.

## Episodio 23

### Trama
Nicole è molto arrabbiata con Alex. Il ragazzo cerca di spiegarle perché si è dimenticato di presentarsi all'appuntamento, ma Nicole non accetta scuse. Victoria, per ripicca, ha riarredato l'ufficio di Ferrari a suo piacimento e ha adibito un piccolo angoletto per lui, in modo che lei abbia la sua scrivania. Ora l'ufficio di Ferrari è diventato il nuovo ufficio della signora Williams. Rebecca e Sam hanno deciso di mantenere la loro neonata relazione segreta agli occhi di tutti, perché se Linda venisse a sapere di tutto questo, non avrebbero scampo alla sua ira. E poi anche gli amici di Sam la prenderebbero molto male, perché Rebecca, essendo sempre in compagnia di Samantha e Linda, è stata fin dall'inizio considerata cattiva e perfida come loro. Ma gli altri non conoscono Rebecca come la conosce Sam. Alex continua a seguire Nicole dappertutto, pur di ottenere il suo perdono. Per fare ciò, le dà il regalo del loro mezziversario: un puzzle di loro due, ma Alex toglie l'altra metà per rendere il regalo un mezzo regalo e lasciare a Nicole solo una metà, come le aveva promesso. Così, Nicole fa pace con Alex. La signora Williams incontra fuori dalla scuola il prof.Strozzi, il quale le rinfaccia che sa che lei nasconde a Ferrari di essere stata una sua vecchia studentessa al Council. Ma le assicura che il suo segreto rimarrà al sicuro con lui, dovuto al fatto che anche lui, come Victoria, detesta Ferrari. Così, propone alla donna di allearsi per distruggere Ferrari. Anche se a Victoria piace la perfidia di Strozzi, ancora non vuole diventare la sua alleata. Alex arriva per primo negli studios di "The Talent" e, provando la sua canzone, incontra una giovane ragazzina che suona con lui la canzone con i bicchieri, finché non arrivano gli altri. Dietro le quinte, gli Alex&Co. incontrano le Lindas e Mr.Smith, che scoraggia di nuovo Sam. Intanto, Victoria assiste alla seconda puntata del talent a casa sua. Le Lindas si esibiscono con un'altra canzone. Prima di iniziare l'esibizione, Linda dedica la canzone a sé stessa. Al trucco, Nicole ed Emma litigano perché la seconda ha raccontato alla prima la storia di Barto e pensa che Nicole le stia dando dell'ingenua per essere cascata nel tranello che le ha teso Barto. Alex cerca di calmare gli animi, ma i ragazzi sono fin troppo tesi e litigano in continuazione. Le Lindas passano anche questa manche, nonostante la critica di Brenda. Mentre Alex consiglia a Christian di dire ad Emma che è innamorato di lei, Emma ascolta la loro conversazione. A causa dell'imbarazzo, Christian si arrabbia tantissimo con Alex. Intanto, Sam cerca di togliersi l'occhiali prima di salire sul palco, ma non ci riesce. Ora tocca agli Alex&Co., che cantano "Truth or dare". Durante l'esibizione, Sam si fa coraggio e si toglie gli occhiali, anche se non vede niente. Linda sente Rebecca mentre incita Sam a continuare così, ma Rebecca riesce a tirarsene fuori intelligentemente. Anche se la canzone è molto bella, sul palco si sentono le tensioni tra i componenti, come ad esempio quando Christian rifiuta di ballare con Emma. Ovviamente, Mr.Smith dà loro un no, Nora li dà un sì...ora manca il voto di Brenda. Ma Brenda non si appresta solo a giudicare la loro prestazione, ma fa una proposta ad Emma e Alex: loro due, insieme, formano un duo e una coppia artistica pazzeschi. Questa è la proposta di Brenda per Alex ed Emma: staccarsi dal gruppo e continuare il talent come un duo. Il resto del gruppo se ne va a casa. Quale sarà la scelta dei due? Continuare come un duo o andare a casa con il resto della band?...

## Episodio 24

### Trama
I ragazzi guardano la diretta della sera prima, dove si scopre quello che Alex ed Emma hanno risposto alla giudice Brenda. I due hanno deciso di non abbandonare gli Alex&Co., perché sono fin troppo legati tra di loro. Brenda apprezza, infatti era una domanda-trabocchetto per provare la solidarietà che i componenti della band mostrano di avere e così fa passare gli Alex&Co. al turno successivo con il suo sì. Ora gli Alex&Co. sono in semifinale. A scuola, il successo del gruppo non fa che crescere. Linda mostra a Rebecca e Samantha la foto che ritrae Giovanni Belli e Victoria Williams insieme, e questo la preoccupa seriamente. Christian ancora non perdona Alex e quando Nicole cerca di aiutarlo a capire perché Christian ha reagito così, Alex se la prende e tira fuori David, in una risposta piena di gelosia. Samantha inizia a pensare di essere portata per fare la detective, a tal punto da ipotizzare che Belli sia il padre di Linda. Emma si scusa con Nicole per quello che le ha detto nei camerini e parlano di David. Nel campo di calcio, mentre Christian gioca a pallone, interviene Alex che vuole fare pace con lui a tutti i costi e gioca una partita con lui. Alla fine, Christian ed Alex fanno pace. Grazie ad Alex, Christian capisce di essere preso come un casanova che è di tutte ma mai di una, invece Emma grazie a Nicole capisce che probabilmente Christian è davvero innamorato di lei perché non l'ha mai corteggiata. Così, sia Emma che Christian decidono di buttarsi nella mischia e non aspettare l'altro. Samantha trascina Linda per pedinare Belli perché ancora convinta che i due siano legati da legami di sangue. Ma è quasi impossibile che Belli sia il padre di Linda, nonostante le coincidenze, perché Linda ce l'ha già un padre, divorziato da sua madre, ma ce l'ha. Alex va a parlare con David; Alex vuole chiarire una volta per tutte che David deve stare alla larga da Nicole, perché lei è fatta per stare solo con Alex. Sam e Rebecca studiano insieme fisica in sala musica, ma poi fanno una pausa per parlare della canzone di Rebecca. Ma quando stanno per baciarsi, Nicole li coglie in flagrante e li scopre. Sam le corre dietro per chiarire tutto. Nicole gli ricorda che Rebecca è il braccio destro di Linda, che lei ha contribuito a distruggere la sua richiesta per la borsa di studio. Ma a Sam non importa, lui è innamorato di Rebecca e nessuno può capirlo. Siccome Nicole non vuole capirlo, Sam le spiega che tutti e due sono uguali, perché mentre Sam si nasconde con gli occhiali, Rebecca si nasconde con i vestiti. Tutti e due si nascondono nei loro gusci, dietro alle loro maschere ed è per questo che sono fatti l'uno per l'altra. Allora Nicole gli assicura che terrà la scoperta segreta e al sicuro. Durante gli allenamenti, Barto si scusa con Emma dicendo che avrebbe fatto meglio a guardarla e basta. Ma Emma non è d'accordo: per lei, qualsiasi cosa è meglio che stare fermi a guardare. Con questo, Emma si decide finalmente a farsi avanti, prendendo il suo telefono e mandando il seguente messaggio a Christian: " C'E' UNA RAGAZZA CHE E' PAZZA DI TE E VUOLE DIRTELO". Appena Christian vede il messaggio, sorride ad Emma. Durante il corso di cucina, David si dichiara a Nicole dicendole che è un peccato che lei sia fidanzata e sta quasi per baciarla, ma Samantha li vede e fa una foto di nascosto. Infatti, dalla posizione di Samantha, sembra che i due si stiano baciando. Ma in realtà, Nicole non l'ha mai baciato.

## Episodio 25

### Trama
Linda comincia ad avere incubi su Belli, dato che le sue amiche pensano che sia suo padre. Nicole ha dato appuntamento ad Alex di prima mattina per raccontargli quello che è successo con David il giorno precedente. Alex è incredulo per quello che ha fatto David, ma lo rassicura Nicole dicendogli che con David ha chiarito che ha occhi solo per Alex, il suo unico ragazzo. Strozzi ha visto la foto di David e Nicole in atteggiamenti poco consoni ai regolamenti della scuola; infatti, mentre Samantha si allontanava dalla sala cucina, ha sbattuto contro il prof.Strozzi e quest'ultimo non ha fatto altro che prendere da terra il telefono caduto della ragazza e vedere la foto appena scattata. Ora lo Scorpione si trova in presidenza con Victoria, il preside Ferrari e Belli per parlare di quello che è successo. A Strozzi è letteralmente caduta un'occasione in mano per poter cancellare definitivamente questi corsi extrascolastici dal programma annuale. Anche Victoria non accetta questo tipo di comportamenti, insieme a Strozzi e Ferrari; per loro, l'unica soluzione è prendere un provvedimento disciplinare nei confronti dei ragazzi. Belli cerca di risolvere la situazione, ma Strozzi pensa a tutt'altro, pensa a una misura drastica che possa essere d'esempio in futuro a tutti gli altri studenti e studentesse: mandare via David e cancellare l'attività extrascolastica in questione. Emma e Christian sono finalmente insieme, mentre Linda, Samantha, Rebecca e Barto li guardano di cattivo occhio. Linda rimprovera severamente Barto per aver rovinato tutto, ma non c'è più niente da fare...forse. Durante la lezione di Belli, la stessa nell'incubo di Linda, la ragazza si spaventa e crede di sognare ancora. Ha continue allucinazioni, pensando che Belli la chiami "Tesoro". Alla fine, non ce la fa più ed esce dalla classe. Nicole viene convocata dalla Williams e Ferrari. Victoria le fa vedere la foto e la tratta in malo modo, nonostante le negazioni di Nicole. Ferrari cerca di difenderla, ma a Victoria interessano solo la sua reputazione e l'immagine della scuola. Anche se Nicole non ha fatto assoulutamente niente, la decisione è già stata presa. Alex sta pensando già a una nuova canzone per le semifinali, ma si dimentica il cellulare sulla panca del cortile a scuola, mentre Christian si prepara per il suo piccolo rendez-vous con Emma. Nicole chiama Alex per raccontargli quello che è successo, ma il telefono lo ha dimenticato e sta scrivendo il nuovo brano in sala musica. Samantha ha ripreso il suo telefono e in mensa, parla a Linda e Rebecca della foto e, anche se il preside l'ha cancellata, Linda la ritrova nella cartella delle foto eliminate. Linda vuole assolutamente approfittare di questo scoop e pubblica la foto sulla chat della scuola, per macchiare una volta per tutte l'immagine di Nicole de Ponte. Emma e Christian stanno per baciarsi, ma vengono interrotti da una squadra che gioca a pallone. Barto è, invece, ancora col cuore spezzato e in colpa. Alex si rende conto di non avere con sé il telefono e va per riprenderlo, ma viene incuriosito dagli alunni che vedono qualcosa sul telefono. Alex non sa di che si tratti, ma viene fermato da Tom e Linda che gli mostrano subito la foto. Alex è distrutto! Nicole corre in sala di cucina e trova David che prepara la sua roba perché è stato cacciato dalla scuola. Nicole non può farci niente ma vuole comunque fare qualcosa. David si scusa per quello che è successo e dice addio a Nicole. Proprio mentre sono abbracciati, arriva Alex, che fraintende il tutto. Nicole gli corre dietro per spiegargli, ma Alex non vuole sentire niente, pensa che Nicole gli abbia mentito. La ragazza gli dice che non ha mai baciato davvero David, anche se la foto dice il contrario, però Alex si sente tradito.

## Episodio 26

### Trama
Alex sta molto male per quello che è successo tra David e Nicole, anche se ancora non conosce tutta la verità. Sta quasi per gettare il suo braccialetto di "Together Forever" nel fiume, ma non ce la fa. Anche Nicole è giu, ma Emma e Sam cercano di tirarle su il morale. Linda è felice perché il corso di cucina è stato chiuso, David è stato cacciato via e la relazione tra Alex e Nicole si sta frantumando piano piano, anche se non si sono ancora lasciati del tutto. Nicole pensa sia tutto ingiusto e vuole fare qualcosa per porre fine a queste ingiustizie. Alex è molto arrabbiato, addirittura cambia posto per non stare vicino a Nicole. Belli presenta alla classe un libro da leggere molto interessante e a Nicole viene subito un'idea per risolvere il caso David. Dopo la lezione, Nicole manda un messaggio a tutta la scuola in cui invita gli studenti che vogliono ad aiutarla nel suo piano: ribellarsi alla decisione di Victoria. Ma purtroppo anche Alex riceve il messaggio e la sua rabbia non fa altro che aumentare; pensa che la ragazza faccia tutto questo solo per difendere David e va subito a parlarle, anche se non si risolve niente. Tornando al piano di Nicole, esso consiste nel mobilitare la scuola perché tutti quanti si diano dei baci, che essi siano per affetto, amicizia o amore. Victoria nota questi baci e non li sopporta. Ferrari è totalmente d'accordo alla protesta e lascia alla Williams tutta la responsabilità per fermare i ragazzi. Stavolta, è Victoria che non sa più cosa fare, perché Ferrari se ne lava le mani, dato che è Victoria la proprietaria del Melsher Institute. Intanto, Sam e Rebecca mandano avanti la loro relazione segreta e Sam ha preparato un regalo alla sua ragazza: ha terminato di comporre la base di "Likewise". Ma irrompe Nina e Sam si trova costretto a nascondersi dietro a degli amplificatori. Nina, trovando Rebecca "da sola" in sala musica, la invita a lasciare la classe perché sta per arrivare la signora Williams. Victoria manda fuori anche Nina e poi fa chiamare sua figlia in modo da comunicarle una splendida notizia: ha comprato un nuovo brano per le semifinali di "The Talent" dallo stesso autore di "Oh my gloss!". Le due credono di poter mantenere il loro segreto al sicuro, ma non sanno che Sam sta ascoltando la loro conversazione e ha sentito tutto. In mensa, Sam analizza la canzone "Oh my gloss!" per scoprire qualcosa in più, ma viene interrotto dall'arrivo di Christian. Il prof.Belli, Strozzi, Ferrari e Victoria si riuniscono di nuovo in presidenza per parlare della protesta; l'insurrezione è andata fin troppo avanti e, su insistenza di Belli, Victoria decide di riaprire il corso e riammettere David. Il piano di Nicole ha avuto successo! Il giorno dopo riallestiscono finalmente la sala cucina e David torna al Melsher, ringraziando Nicole, che è felice per aver risolto l'ingiustizia ma comunica lo stesso a David che ha deciso di lasciare il corso per Alex. Farà di tutto per riconquistare la sua fiducia. Ormai, David non ha più chances ma deve arrendersi all'apparenza. Sam e Christian cercano in ogni modo di convincere Alex a chiarire le cose con Nicole, ma non c'è modo. Ad un certo punto, i tre ragazzi, che si trovano negli studios del talent, vengono sorpresi dall'arrivo di una famosa star, Carola Campagna, che loro già conoscono perché è la guest star delle semifinali. Dopo un po', arrivano anche Nicole ed Emma. Carola fa sentire ai ragazzi una sua versione riarrangiata di "Music speaks". La versione riarrangiata e la magnifica voce di Carola piace ai ragazzi e fa commuovere sia Nicole che Alex. Ad un certo punto, Alex lascia lo studio. Christian lo segue per capire che ha, ma Alex non vuole sentire nessuno. A casa sua, Sam continua ad analizzare la canzone delle Lindas, ma anche stavolta viene interrotto da sua nonna Wilma che si mette a cantare una canzone con la melodia uguale a quella di "Oh my gloss!", ma con parole diverse. Sam si stupisce e chiede alla nonna che cosa stia cantando. Wilma gli spiega che 20 anni fa, lei e il nonno di Sam passarono una pazza estate in Australia e lì faceva un successone una canzone uguale a "Oh my gloss!", che non venne mai esportata in Italia. La canzone si chiamava "Dull Waters" e il gruppo che l'aveva scritta e cantata si chiamava "The Snakes". Sam fa subito una ricerca sulla canzone ed è effettivamente simile ad "Oh my gloss!", ma con un ritmo diverso. Sam è ormai vicino a scoprire la verità e dice alla nonna che Le Lindas hanno comprato la canzone dall'autore originale. Sam pensa che Rebecca gli abbia mentito e vuole chiamare gli altri, ma prima di farlo Wilma lo ferma e lo fa pensare: e se Rebecca non lo sapesse? Wilma lo sprona a chiamare Rebecca, invece, e a parlarle. Emma e Christian vanno ad un appuntamento insieme, ma Tom cerca di rovinare il loro appuntamento con vari sotterfugi, e alla fine ci riesce. Appena se ne vanno a casa, spunta fuori Linda, felice per il lavoro compiuto. Nicole va a casa di Alex, che le dice che è meglio per loro se la finiscono lì. Tra Alex e Nicole è finita...

## Episodio 27

### Trama
Sam vuole sapere la verità e fa sentire a Rebecca la canzone "Dull Waters", rivelandole la scoperta. Come pensava Wilma, Rebecca non ne sapeva niente e Sam è più tranquillo ora che sa che la sua ragazza non complottava con Linda. Per capire come abbiano fatto Linda e Victoria a venire in contatto con i "The Snakes", la band autrice della canzone, Sam ha fatto delle ricerche su Internet ed è riuscito a trovare la copertina del brano, che raffigura due serpenti intrecciati su sfondo verde. Rebecca, appena vede la foto della copertina, si ricorda che Mr.Smith indossa un ciondolo identico al logo e lo dice a Sam. Mr.Smith aveva raccontato alle ragazze che era un vecchio ricordo. Ormai, tutta la verità è stata scoperta. Era Mr.Smith il leader dei "The Snakes", che avevano composto 20 anni fa "Dull Waters", che ebbe un enorme successo in Australia. Victoria ha comprato la canzone, riarrangiata e con parole idonee al gruppo delle Lindas, da Smith ed è per questo se lui ce l'ha così tanto con gli Alex&Co. Rebecca supplica Sam perché non racconti tutto ai suoi amici, altrimenti Le Lindas verranno squalificate dal Talent. Ora Sam si trova in un bivio: lasciare che Linda, Mr.Smith e Victoria la passino liscia per l'amore che prova nei confronti di Rebecca o rivelare la verità ai suoi amici, con la possibilità di perdere la sua anima gemella? Alla fine, sceglie la prima opzione, non raccontare niente agli altri. Durante la lezione di matematica, Nicole è assente, mentre Rebecca inizia a guardare di cattivo occhio Linda, che se ne rende conto alla fine. Rebecca vorrebbe tanto vedere Linda all'opera mentre compone una canzone. Linda è messa alle strette, ma riesce a tirarsene fuori. Nicole arriva in ritardo a scuola ed è disperata e in lacrime. Racconta ad Emma quello che è successo. E poi è anche preoccupata perché sul palco di "The Talent" dovranno tornare a cantare "Music speaks", la canzone che ha dato inizio alla loro avventura. Durante gli allenamenti, due ragazze parlano di un presunto nuovo flirt di Christian con una certa Sofia ed Emma le sente parlare. Ad un certo punto, vede in lontananza Christian di spalle mentre parla con una ragazza e ci rimane male. Ma in realtà, si tratta di un piano di Linda. Lei, Rebecca e Samantha, che filma il tutto, vanno a ringraziare il ragazzo che ha finto di essere Christian (infatti, di spalle sembra Christian, ed è quello che ha creduto Emma). Emma insulta Christian, gli dà del bugiardo e gli dice che non c'è più niente tra loro due. Christian rimane allibito e senza parole, non sa che cosa sia preso ad Emma. Mentre Sam chatta con Rebecca, fa un errore e manda un messaggio indirizzato a Rebecca alla chat degli Alex&Co., che lo aspettano negli studios. Nel messaggio c'è scritto: "FACCIO IL POSSIBILE. MA NON MI PIACE MENTIRE AI MIEI AMICI". Purtroppo, Alex, Emma, Christian e Nicole vedono subito il messaggio, ma Sam non se ne rende conto di aver mandato il messaggio alla chat sbagliata. Solo quando arriva negli studios, gli dicono quello che hanno visto. I ragazzi vogliono sapere che cosa sta nascondendo. Sam, alle strette, confessa la verità ai suoi amici, ma li chiede di mantenere segreta questa scoperta. Siccome i ragazzi non capiscono il perché di questa scelta, Sam non può fare altro che rivelarli anche la sua relazione segreta con Rebecca. Dopo questa dura rivelazione, i dissidi nel gruppo non fanno altro che aumentare. Iniziano le riprese delle semifinali e gli Alex&Co. si esibiscono con "Music speaks". Purtroppo, l'esibizione non è delle migliori, i ragazzi si dimenticano alcuni passi di danza e non sorridono molto. Anche i giudici notano questi gravi errori e...al momento del verdetto, gli Alex&Co. ricevono due voti negativi su tre e rischiano di non passare le semifinali! Ma, nonostante ciò, la band viene richiamata sul palco per il televoto. Chi passerà alla finale contro Le Lindas, Zach o gli Alex&Co.? Spetta al pubblico a casa il voto finale. Per fare in modo di compromettere il televoto, Linda decide di votare anche lei Zach, assieme a Samantha e Rebecca, per mandare una volta per tutte gli Alex&Co. a casa. Ma Rebecca vota in realtà a sfavore di Zach. Ricominciano le riprese della seconda parte del verdetto finale. Il televoto è terminato. Il pubblico ha scelto di far passare in finale...gli Alex&Co.! Ma anche se il gruppo è passato, i litigi non vogliono finire. Però, Christian ed Alex hanno perdonato Sam. Nel backstage, il famosissimo produttore discografico Robert Campbell propone ad Alex di fare un disco da solista per la sua casa discografica. Alex è indeciso, ma Campbell gli lascia la possibilità di pensarci su a casa, con i suoi genitori. Cosa farà Alex? Lascerà il gruppo per diventare solista o rimarrà con gli Alex&Co.?

## Episodio 28

### Trama
Alex getta il biglietto da visita del discografico che gli ha proposto il disco da solista perché pensa sempre ai suoi amici. Samantha è ancora dell'idea che il prof.Belli sia il papà di Linda, anzi vuole organizzare un piano per scoprire se è davvero così o no. Samantha riesce ad avere il bicchiere dal quale beveva Belli, così potrà avere le sue impronte digitali. Ma mentre cerca di prendere il bicchiere dal cestino, le se incastra il braccio. Emma litiga con suo padre perché vuole ritirarsi dalla squadra di calcio, e non vuole neppure spiegargli perché. Samantha riesce ad avere le impronte di Belli. Ormai, gli Alex&Co. non si divertono più a comporre musica insieme; Alex critica Emma perché scrive canzoni troppo sdolcinate, Emma lo rimprovera per il suo comportamento scontroso, mentre invece Christian cerca ancora di capire che cosa ha fatto ad Emma. Durante gli allenamenti, Christian ed Emma litigano ancora di più, e Linda ne approfitta per cercare di stare più vicina a Christian. Ma qualsiasi suo tentativo è totalmente vano. Negli studios, le tensioni tra i ragazzi cominciano ad aumentare sempre più: Emma dice ad Alex che prende sempre lui le decisioni per il gruppo, mentre rimprovera a Sam di voler coprire l'imbroglio delle Lindas solo perché una di loro è la sua ragazza. Sam ed Alex stanno per litigare, quando interviene Carola per calmarli e iniziare le prove per la canzone che porteranno in finale. Le parole della loro stessa canzone li fanno commuovere e guardare l'un l'altro. Appena finiscono le prove e i ragazzi lasciano gli studios, Alex cerca di parlare con Nicole ma non ci riesce. La giudice Nora va a parlare con Alex, perché si è resa conto che la magia del gruppo sta svanendo. Alex le parla del contratto che gli è stato proposto e Nora gli consiglia semplicemente di seguire il suo istinto. Nel pomeriggio, sia Alex che Nicole cercano di mandarsi dei messaggi a vicenda, ma nessuno dei due ha il coraggio di risistemare le cose. Linda riceve la visita di Samantha perché le vuole dire di una coincidenza: sul sito della scuola, c'è scritto che, 15 anni fa, Belli ha trascorso 3 anni a studiare negli Stati Uniti ed è strano, per lei, perché anche Linda sa parlare benissimo l'inglese. Ma Linda non è affatto stupita dagli stupidi ragionamenti della sua amica e alla fine riesce a convincerla che Belli non è per niente suo padre. Quindi caso chiuso. Nel parco, Sam e Rebecca cantano insieme "Likewise", che hanno terminato di comporre. Quando Sam la lascia da sola, Rebecca continua a cantare, ma ad un certo punto spuntano Linda e Samantha. Linda è arrabbiata perché non ha mai permesso a Rebecca di cantare da sola. La ragazza cerca di proporle di cantare insieme "Likewise" al talent, ma Linda si rifiuta fermamente e la minaccia di buttarla fuori dal trio, se la riascolterà di nuovo un giorno cantare senza la sua autorizzazione. Emma, Nicole e Sam vogliono andare a guardare un film insieme al cinema, ma Alex ricorda loro che ci sono ancora le prove per la finale. Quando Sam vede le Lindas uscire dal parco, le raggiunge per parlare da parte con Rebecca, e Linda inizia a sospettare qualcosa. Così incarica Samantha per pedinare Rebecca e scoprire che cosa sta combinando con Sam. Mentre gli Alex&Co. si preparano in camerino, spunta fuori Mr.Smith che rivela ai ragazzi che ad Alex è stato offerto un contratto da solista. Per colpa di Smith, ognuno inizia ad incolpare l'altro di aver diviso il gruppo. Ormai, per gli Alex&Co. l'avventura è finita. Alex è deluso dai suoi amici e, tornando a casa, riprende il biglietto da visita di Campbell e lo chiama per accettare la sua proposta.

## Episodio 29

### Trama
La compattezza degli Alex&Co. sembra acqua passata. Linda vede di nuovo Sam e Rebecca insieme. Nicole ha voltato pagina, non vuole più stare male per Alex, e getta la foto che la ritraeva assieme a lui nel cestino. Strozzi va di nuovo da Victoria per sollecitare l'avanzare dei loro progetti, ma Victoria ha cambiato idea: l'anno scolastico è agli sgoccioli, tanto vale la pena lasciare Ferrari come preside. Però Strozzi la pensa diversamente; l'umiliazione più grande per Ferrari sarebbe stare ai suoi ordini. Quindi Victoria viene convinta e decide che assegnerà il ruolo di preside a Strozzi. I ragazzi si sono messi d'accordo senza Alex per ritirarsi dal talent, ma ad Emma non piace tanto l'idea. È vero che Alex non è più il loro leader, ma loro possono formare un nuovo gruppo. Sam e Rebecca escono insieme, seguiti da Samantha. Ma quando si danno un bacio, Samantha viene distratta dalla sua unghia scheggiata. Robert Campbell mostra ad Alex il mondo delle vere star e gli fa incontrare una celebre cantante francese, Lubna. Alla fine del loro appuntamento, Sam e Rebecca si scambiano un bacio, davanti agli occhi sbalorditi di Samantha. Ad Alex piace tanto questo universo delle celebrità, pieno di feste, festeggiamenti, persone che ti circondano, tour mondiali, ecc...ma ancora non ne conosce il lato negativo. Nina sente per caso la conversazione sull'accordo di Victoria e Strozzi e capisce le loro losche intenzioni. Alex si confida con sua mamma a proposito del contratto e si prepara a chiudere la sua avventura con gli Alex&Co., anche se a malincuore. Rebecca e Samantha vanno a casa di Linda, ma Samantha strattona Rebecca in giardino per parlarle. Samantha le racconta quello che sa, ma le assicura di non aver detto niente a Linda perché vuole bene a Rebecca. Rebecca ci pensa su e teme di perdere la sua popolarità per davvero, però non gliene importa niente, lei ama Sam e non lo lascerà mai. Ed è proprio per questo che deve proteggerlo da Linda, come le consiglia Samantha. L'unica soluzione è...lasciare Sam! Rebecca porta con sé Samantha e va a parlare con Sam per dirgli che tra loro due è finita. Sam cerca di convincerla a restare con lui, ma la ragazza afferma che la loro è stata solo una parentesi divertente e niente di più, a lei piacciono ragazzi ben diversi da lui, poi lei e Samantha se ne vanno. Il papà di Alex lo accompagna alla casa discografica di Campbell, dove incontra di nuovo Lubna. Dopo averle parlato testa a testa, capisce qual è il lato negativo di quel mondo: la distanza dalla famiglia e dagli amici. Successivamente, si prepara ad accogliere a braccia aperte il suo futuro. Ma, mentre attraversa la porta scorrevole, ripensa a tutti i bei momenti passati con Nicole, alla sua amicizia con Christian, Sam ed Emma e alla loro band e alla fine...decide di non firmare il contratto, per correre a riprendersi i suoi amici e la sua ragazza...

## Episodio 30

### Trama
Alex è disposto a tutto pur di riavere indietro i suoi amici e corre prestissimo a scuola per preparare la sua sorpresa finale. Infatti, agli altri componenti della band ha lasciato degli indizi: ad Emma ha lasciato degli auricolari e un MP3 nell'armadietto per sentire la canzone che porteranno in finale; Alex ha aggiunto la sua strofa e le se presenta dietro per riabbracciarla. Riacquista la fiducia di Christian, mentre Sam viene aiutato a lavare i piatti in casa sua da Alex, il quale gli assicura che ci sarà sempre per dargli una mano, non importa chi sia la sua ragazza. L'ultima rimasta è Nicole. Fuori nel cortile della scuola mette su la canzone "All the while"; sentendo la canzone, Nicole si affaccia dalla finestra e trova Alex che si scusa con dei cartelloni, sui quali ha scritto lui col cuore sincero per ottenere il perdono di Nicole. Quando Nicole torna dentro, Alex crede di aver fallito, ma la ragazza corre fuori per riabbracciarlo e alla fine si baciano. In seguito, vengono raggiunti da Sam, Christian ed Emma per un abbraccio di gruppo. Gli Alex&Co. sono finalmente tornati. Barto va da Emma per parlare di nuovo e scusarsi un'altra volta e rivelarle che la cosa del diario era tutto un piano di Linda e Tom al fine di separare lei e Christian. Emma se n'era già resa conto e ha già perdonato Barto. Il ragazzo non sopporta più le angherie di Linda, pensa che sia diventata insopportabile e, con l'appoggio di Rebecca, decide di architettare un piano per dare una bella lezione a Linda. Nina corre da Ferrari per raccontargli del complotto di Victoria e Strozzi, ma Ferrari non le crede. Rebecca viene raggiunta da Sam e alla fine gli racconta il perché lo ha mollato: Linda è diventata ormai la proprietaria della scuola e se casomai un giorno venisse a sapere della loro relazione, caccierebbe Rebecca dalle Lindas ed impedirebbe a Sam di avere la borsa di studio per l'anno prossimo. Sam è toccato dal sacrificio di Rebecca, ma si arrabbia moltissimo perché non può stare con la persona che ama. Victoria ha ridato l'ufficio intero a Ferrari, ma l'uomo non è consapevole dell'umiliazione che lo aspetta. Consultando il sito del Melsher sul computer, Ferrari scopre che per l'anno prossimo lui sarà sostituito dal professor Strozzi. Ferrari non riesce a crederci e ad un certo punto entra in ufficio Victoria per spiegargli tutto. È arrivato finalmente il momento che Victoria Williams riveli la sua vera identità e perché ha acquistato il Melsher Institute: 20 anni fa, alla festa di fine anno della Council School, Victoria concorreva con altre due ragazze per il titolo di reginetta del ballo. Anche Victoria aveva al suo seguito una Samantha e una Rebecca, ed era stata incoronata dal re del ballo, il ragazzo che le era sempre piaciuto fin dall'inizio del primo anno. Ma il professor Ferrari aveva rovinato la sua felicità, umiliandola davanti al ragazzo che le piaceva e davanti a tutta la scuola, rivelando a tutti che Victoria aveva imbrogliato alle elezioni pur di essere incoronata reginetta del ballo e ottenere il cuore del suo bene amato. Ferrari le aveva strappato via la corona di testa e incoronato la vera reginetta del ballo. Da quel giorno, Victoria aveva promesso vendetta! Ora che il preside Ferrari sa tutto, è sbalordito dal fatto che una sua vecchia alunna abbia comprato un'intera scuola solo per vendicarsi di un'umiliazione subita dal suo professore. Emma e Christian ricevono lo stesso messaggio dalla troupe del talent, che invita entrambi a recarsi mezz'ora prima delle prove in sala costumi per un problema tecnico che li riguarda. Appena Christian lascia il telefono per tornare ad allenarsi, Barto gli prende il telefono ed invia un messaggio a Linda. Emma e Christian si incontrano come previsto in sala costumi. Ad un certo punto, su un televisore viene trasmesso il filmato di Samantha, che fa scoprire a loro due il tranello di Linda. Finalmente, Emma e Christian si riconciliano e si baciano. Subito dopo, arrivano Sam, Nicole ed Alex e Rebecca esce dal suo nascondiglio. È stata lei a mandare il video ed è solo grazie a lei se Emma e Christian hanno scoperto la verità e si sono rimessi insieme. Emma ringrazia Rebecca e adesso che è tutto sistemato, gli Alex&Co. possono mettersi a provare. Linda ha letto il messaggio fasullo che Barto ha inviato dal cellulare di Christian e crede che il ragazzo voglia dichiararsi, così chiede a Samantha di registrare tutto per rivedere il video tutte le volte che vorrà...ma non sa che cosa la aspetta. Mr.Smith provoca di nuovo Alex, ma il ragazzo lo minaccia dicendogli che sanno tutto della canzone. Linda crede di parlare con Christian, perché un riflettore la illumina e non vede chi si trova dietro. Linda confessa il suo amore per Christian, senza sapere che dietro al riflettore si trova Tom. La ragazza rivela di non averlo mai amato, al contrario ha sempre amato Christian. Dopo aver sentito tutta la confessione, Tom spunta fuori, accompagnato da Barto. I due sono riusciti ad entrare nel backstage grazie ad alcune amicizie nel talent, in realtà è stata Rebecca a farli entrare. Ora che Tom sa tutto su Linda, la lascia. Barto e Rebecca hanno finalmente avuto la loro rivalsa sulla perfida Linda. Ferrari decide di prendere i suoi oggetti personali dal suo ufficio e andarsene, perché ha lasciato sulla scrivania una lettera di licenziamento per Victoria. Così, Ferrari si appresta a lasciare la scuola e dire addio al Melsher Institute.

## Episodio 31

### Trama
Gli Alex&Co. si preparano per la finalissima. Il talent riceve uno special guest star, i The Vamps, che i ragazzi riescono a conoscere. Ferrari aspetta in fila di poter entrare negli studios e viene raggiunto da Victoria. La Williams ha letto la lettera di dimissioni, ma non accetta di licenziarlo per non perdere un'ulteriore occasione di vedere Ferrari umiliato ancora di più. Victoria lo ricatta dicendo che, se lui non accetta di diventare un normale professore, toglierà il lavoro a tutti i professori e pure a Nina. Durante le prove, Alex riceve una spiacevole telefonata: sua madre Elena è caduta dalle scale e ora si trova in ospedale. La diretta può cominciare, ma dietro le quinte, Alex è molto preoccupato e non riceve neanche più delle telefonate. Deve per forza sapere come stanno Elena e la bambina, così decide di abbandonare gli studios per correre in ospedale. Le Lindas cantano alla finale una versione estesa di "Oh my gloss!". Alex corre più veloce che può e alla fine arriva all'ospedale, dove lo aspetta una bella sorpresa: Elena ha partorito prematuramente e Alex può abbracciare la sua sorellina. La caduta non ha fatto danni, ha solo anticipato di qualche giorno il parto. Jody decide di far cantare prima i The Vamps, per far guadagnare qualche minuto agli Alex&Co., ma se Alex non arriva, dovranno cantare senza di lui. Joe accompagna Alex, prima che sia troppo tardi. I Vamps cantano "Wake up". Gli Alex&Co. sono ancora molto preoccupati, perché il loro leader non è arrivato. Ma alla fine, i ragazzi sono costretti a salire sul palco, altrimenti perderanno a tavolino. Ma i nostri amici sono troppo solidali, e decidono che non canteranno senza Alex. I ragazzi salgono sul palco e Christian prende il microfono per comunicare ai giudici e al pubblico che la loro band non si esibirà. Proprio come volevano Mr.Smith e Victoria. Ma grazie al cielo, Alex arriva in tempo e sale sul palco, così i ragazzi possono continuare l'avventura. Gli Alex&Co. cantano "We are one", una canzone che dice che anche se sono in cinque, la loro amicizia fa sì che si sentano come una persona sola. Ora sarà il pubblico a casa a decretare il vincitore di "The Talent". Dopo la performance, Sam decide di farsi avanti e bacia Rebecca davanti agli occhi sbarrati di Linda. Alex non vuole rivelare niente sulla canzone comprata dalle Lindas, però Nicole lo convince, siccome non è giusto che Linda e Smith la passino liscia. E se Smith facesse la stessa cosa l'anno prossimo con gli altri concorrenti? I ragazzi salgono sul palco un'ultima volta per sentire il verdetto della giuria. Jody invita sul palco l'ideatore e produttore del talent, Marcus Sharp. Sarà lui a consegnare il trofeo ai vincitori. Prima che Sharp si presenti, però, Alex prende il microfono per dire qualcosa. Fa sentire a tutti quanti la canzone "Dull Waters" e rivela che la canzone non è "Oh my gloss!" ma è una canzone di venti anni fa composta da una band molto famosa in Australia, i "The Snakes", che un ex membro della band ha riarrangiato e venduto alla madre di Linda. E il leader dei The Snakes era...Mr. Smith! Per Smith ci saranno gravi conseguenze e Sharp glielo garantisce mentre Le Lindas sono eliminate. Ma Alex chiede che Le Lindas non vengano squalificate, perché vuole batterle onestamente. Alla fine, Sharp decide che sarà così e Jody si appresta ad aprire la busta. I vincitori sono...gli Alex & Co.! Mr. Smith, Victoria e Linda hanno avuto la loro punizione  e gli Alex&Co. hanno vinto il talent, un contratto discografico e un tour europeo! Così, festeggiano la vittoria sulle note di "We are one". Ma Nicole è stranamente triste e si reca nelle quinte. Alex si rende conto che Nicole è scomparsa e la raggiunge nei camerini. Appena la ritrova, le chiede perché non festeggia con loro la vittoria sul palco e lei gli spiega che quella è la sua strada e il suo sogno. Nicole non sa più quale sia la sua di strada e non può più continuare così. Quale sarà la scelta di Nicole? Lasciare la band o lasciare Alex?....